# Municipio de Santa María Zoquitlán
El municipio de Santa María Zoquitlán es uno de los 570 municipios del estado mexicano de Oaxaca. Su cabecera es la localidad de Santa María Zoquitlán.

## Geografía
El municipio de Santa María Zoquitlán colinda al norte con los municipios de Yaxe y San Pedro Totolápam; al este con los municipios de San Carlos Yautepec y San Pedro Mártir Quiechapa; al sur con el municipio de San José Lachiguiri; y al oeste con los municipios de San Luis Amatlán, San Juan Lachigalla y San Pedro Taviche.

## Localidades
El municipio de Santa María Zoquitlán colinda con 24 localidades.
| Localidad             | Población (2020) |
| --------------------- | ---------------- |
| Santa María Zoquitlán | 1795             |
| Río Seco              | 444              |
| El Potrero            | 275              |

## Gobierno
El municipio de Santa María Zoquitlán se rige mediante el sistema de usos y costumbres.
| Presidente municipal             | Periodo   |
| -------------------------------- | --------- |
| Ángel Ortiz Ojeda                | 1996-1998 |
| Abel Peralta Aragón              | 1999-2001 |
| Armando Paz Altamirano           | 2002-2004 |
| Octavio Aragón Peralta           | 2005-2007 |
| Hugo Lino Aragón Garnica         | 2008-2010 |
| Juan Paz Altamirano              | 2011-2013 |
| Marcelino Parada Barriga         | 2014-2016 |
| Evaristo Luciano Martínez Cortés | 2017-2019 |
| Guadalupe Alramirano Martínez    | 2020-2022 |
| Sara Sánchez Sosa                | 2023-2025 |